# Свобода рабам (громадська організація)
Free the Slaves (укр. — звільніть рабів, свобода рабам, далі — FTS) - міжнародна недержавна організація та лобістська група, заснована для боротьби з сучасною формою рабства у світі. Вона була створена у 2000 році як частина Anti-Slavery International (найстаріша у світі організація з прав людини), але згодом розірвала відносини з останньою та зараз не має відношень до неї. Керівником організації є доктор Кевін Бейлз (американець, народився у1952), що у 2004 році написав книгу «Одноразові люди: Нове рабство у глобальній економиці». Результати досліджень, які доктор Бейлз проводив під час написання книги, стали основним приводом щодо створення FTS.
Організація працює в даний час в Індії, Непалі, Гані, Демократичній Республіці Конго, Гаїті, та Бразилії. Діяльність FFTS спрямована на створення умов, за якими усі люди на планеті мали можливість задовольнити свої основні потреби через отримання доступу до економічних можливостей, послуг у галузі охорони здоров'я, загальної освіти та верховенства законів. Усе це дозволило б знизити різік потраплення бідних людей до поневолення, вважають у FTS. Серед підтримників організації є такі зірки як Демі Мур,  Форест Вітакер, Ештон Кутчер, Джейсон Мрез та інші.